# Antennophorina
Antennophorina  (лат.) — подотряд клещей из отряда Mesostigmata. Около 200 видов в 22 семействах. Спинной щит самцов и самок цельный, неразделённый. Тритостернум с двумя лациниями. Коготки у первой пары ног отсутствуют. Взрослые особи обычно ассоциированы с членистоногими (муравьями, безжальными пчёлами, термитами, тараканами, жуками, многоножками) или рептилиями (змеями, ящерицами). Также известны свободноживущие хищники (Triplogyniidae). Молодые стадии развития редко обнаруживаются на членистоногих; многие из них хищники в гнёздах хозяев своей старшей стадии развития.

## Систематика
7 надсемейств, 22 семейства и более 100 родов. Рассматривается в статусе отдельного подотряда, или в качестве когорты или инфраотряда Antennophorina Camin & Gorirossi, 1955 в составе подотряда Trigynaspida Camin & Gorirossi, 1955.
- Надсемейство Aenictequoidea Kethley, 1977[3]
  - Aenictequidae Kethley, 1977 — 1 вид
  - Euphysalozerconidae Kim, 2008 — 1 вид
  - Messoracaridae Kethley, 1977
  - Ptochacaridae Kethley, 1977
- Надсемейство Antennophoroidea Berlese, 1892
  - Antennophoridae Berlese, 1892
    - Antennophorus grandis (Berlese, 1903)
- Надсемейство Celaenopsoidea Berlese, 1892
  - Celaenopsidae Berlese, 1892
  - Costacaridae Hunter, 1993 — 1 вид
  - Diplogyniidae Trägårdh, 1941 — 85 видов
  - Euzerconidae Trägårdh, 1938
  - Megacelaenopsidae Funk, 1975
  - ?Meinertulidae
  - Neotenogyniidae Kethley, 1974 — 1 вид
  - Schizogyniidae Trägårdh, 1950
  - Triplogyniidae Funk, 1977
- Надсемейство Fedrizzioidea Trägårdh, 1937
  - Fedrizziidae Trägårdh, 1937
  - Klinckowstroemiidae Camin & Gorirossi, 1955[1]
- Надсемейство Megisthanoidea Berlese, 1914
  - Hoplomegistidae Camin & Gorirossi, 1955[1]
  - Megisthanidae Berlese, 1914
- Надсемейство Paramegistoidea Trägårdh, 1946 (иногда в Fedrizzioidea)
  - Paramegistidae Trägårdh, 1946
- Надсемейство Parantennuloidea Willmann, 1941
  - Parantennulidae Willmann, 1941
  - Philodanidae Kethley, 1977[7]
  - Promegistidae Kethley, 1977  — 1 вид (иногда в Fedrizzioidea)